# Ognjeni ptič
Ognjeni ptič (rusko Жар-Птица, angleško The firebird; tudi Žar ptica) so uradni naslovi baletne glasbe skladatelja Igorja Stravinskega.
Ognjeni ptič je prvi od treh baletov, ki jih je Stravinski napisal med letoma 1909 in 1913 po naročilu impresarija ruskega baleta v Parizu, Sergeja Djagileva. Delo je začel pisati novembra 1909 in ga dokončal maja 1910. Skladatelj je pred premiero redno spremljal vaje ansambla, pozneje pa je ohranil lepe spomine na čase, ko je bil kot skladatelj še neznan, a trdno prepričan v uspeh svojega dela. Premiera baleta je bila v pariški operi 25. junija 1910 in njen uspeh je Stravinskemu odprl pot na mednarodno prizorišče. Prepričan v sposobnosti mladega skladatelja je Djagilev nemudoma naročil še baleta Petruško in Pomladno obredje ter s tem pomagal preusmeriti tok glasbene zgodovine. 

## Zgodba
Zgodba ognjenega ptiča združuje dve ruski pravljici, zgodbo o dobrem ognjenem ptiču in pravljico o čarovniškem vladarju Kaščeju. Ognjeni ptič, pisani simbol dobrote, se z zlobnim čarovnikom Kajščejem, ajdom z zelenimi kremplji, čigar urok spreminja vsa živa bitja  v kamen, bojuje za življenje mladega carjeviča Ivana. Ta se je zaljubil v eno od trinajstih okamenelih princes in tako prišel pod vpliv Kaščejeve moči. Le ognjeni ptič ve, kako zlomiti urok. Kaščejeve pošasti in njega samega vrti v peklenskem plesu, dokler onemogli ne popadajo. Nato ubije Kaščeja in odpre jajčasto skrinjico v kateri je ujeta njegova črna duša. Tedaj se urok razblini: ukleti čarovnikov vrt izgine, okameneli ljudje se povrnejo v življenje in deklice, ki jih je zlobni velikan imel v ujetništvu, so spet svobodne. Carjevič Ivan se lahko pridruži svoji oboževani carični. 

## Koncertne različice baletne glasbe
Stravinski je po baletu priredil tri suite, prvo leta 1911, drugo 1919 in zadnjo leta 1945, ta različica je tudi največkrat izvedena na koncertnih odrih. Prve tri stavke je v suiti združil v enega in v njem pričaral vznemirljivo, nevarnosti in zlobnih urokov polno ozračje Kaščejevih vertov, v katerih se nenadoma pojavi Ognjeni ptič. Sledi ples ukletih princes; njegovo zasanjano temo si je Stravinski izposodil izmed sto ruskih narodnih pesmi, ki jih je izdal njegov učitelj Nikolaj Rimski-Korsakov. Najbolj dinamičen stavek baleta je peklenski ples (Danse infernale) s sinkopirano temo, ki jo prvič predstavi fagot. Ta divja glasba že napoveduje nebrzdane izbruhe skladateljevega naslednjega baleta, Pomladnega obredja. Kot umiritev pred koncem zazveni uspavanka in že se v pianissimu oglasi slovesna tema sklepne himne. Melodija, ki izvira iz ruske ljudske melodike, se stopnjuje v zanosen finale.